# Sleeparchive
Sleeparchive, de son vrai nom Roger Semsroth, est un producteur berlinois de techno minimale. Ses productions sont publiées essentiellement sur son label du même nom, Sleeparchive, fondé en 2004. Les productions du label sont distribuées par Hard Wax.

## Pseudonymes de Sleeparchive
- Roger Semsroth
- Skanfrom
- Television Set
- divers autres

## Discographie du label Sleeparchive
- ZZZ 01 	Sleeparchive -	Elephant Island EP 	(12", EP)
- ZZZ 02 	Sleeparchive -	Recycle EP 	(12", EP)
- ZZZ 03 	Sleeparchive -	Research EP 	(12", EP)
- ZZZ 04 	Sleeparchive -	Infrared Glow EP 	(12", EP)
- ZZZ 05 	Sleeparchive -	Radio Transmission EP 	(2x12", EP)
- ZZZ 06 	Sleeparchive -	Hospital Tracks 	(2x12")
- ZZZ 07 	Sleeparchive -	Papercup (12")
- ZZZ 08 	Sleeparchive -	Hadron EP (12", EP)
- ZZZ 09 	Sleeparchive -	LBB Works (10", Ltd)
- ZZZ 010 	Sleeparchive -	Untitled (Cass, Ltd)
- ZZZCD1 	Sleeparchive | Antti Rannisto -	Untitled 	(CD, Album)